# Уједињено Краљевство на Европском првенству у атлетици у дворани 1971.
Уједињено Краљевство је учествовал0 на 2. Европском првенству у дворани 1971 одржаном у Софији, (Бугарска), 13. и 14. марта.
Репрезентацију Уједињеног Краљевства у њеном другом учешћу на европским првенствима у дворани представљало је 10 спортиста (8 мушкарца и 2 жене) који су се такмичили у девет дисциплина (8мушких и 2 женске).
Најуспешнија је била Маргарет Бичам победница трке на 1.500 метара која је оборила светски рекорд.
Са 4 освојене медаље: 2 златне 1 сребрна и 1 бронзаУједињено Краљевство је у укупном пласману заузело 5. место од 13 земаља које су на овом првенству освојиле медаље, односно 23 земље учеснице.
У табели успешности (према броју и пласману такмичара који су учествовали у финалним такмичењима (првих 8 такмичара)) Уједињено Краљевство је са 6 учесника у финалу заузела 7. место са 40 бодова. од 23 земље које су имале представнике у финалу. На првенству су учествовале 23 земље чланице ЕАА. Једино Данска и Турска нису имала представника у финалу.
| Плас. | Земља                | 1. место | 2. место | 3. место | 4. место | 5. место | 6. место | 7. место | 8. место | Бр. финал. - Бод. |
| ----- | -------------------- | -------- | -------- | -------- | -------- | -------- | -------- | -------- | -------- | ----------------- |
| 7.    | Уједињено Краљевство | 2 - 16   | 1 - 7    | 1 - 6    | 1 − 5    | 1 - 4    | −        | 1 - 2    | −        | 7 − 40            |

## Учесници
| Бр. | Дисциплина   | Мушкарци            | Жене             | Укупно |
| --- | ------------ | ------------------- | ---------------- | ------ |
| 1.  | 60 м         | Бари Кели           |                  | 1      |
| 2.  | 800 м        | Џон Дејвис Фил Луис | Розмари Стирлинг | 3      |
| 3.  | 1.500 м      | Валтер Вилкинсон    | Маргарет Бичам   | 2      |
| 4.  | 3.000 м      | Питар Стјуарт       |                  | 1      |
| 5.  | 60 м препоне | Грејам Говер        |                  | 1      |
| 6.  | Скок увис    | Дејвид Ливесеј      |                  | 1      |
| 7.  | Скок удаљ    | Алан Лервил         |                  | 1      |
| 8.  | Бацање кугле | Џефри Кејпс         |                  | 1      |
|     | Укупно (8)   | 9                   | 2                | 11     |

## Освајачи медаља
- Злато

1. Питер Стјуарт — 3.00о м

2. Маргарет Бичам — 1.500 м
- Сребро

1. Фил Луис — 800 м
- Бронза

1. Розмари Стирлинг — 800 м

## Резултати

### Мушкарци
| Атлетичар        | Дисциплина   | Лични рекорд | Квалификације | Квалификације | Полуфинале | Полуфинале    | Финале           | Финале       | Детаљи |
| Атлетичар        | Дисциплина   | Лични рекорд | Резултат      | Место         | Резултат   | Место         | Резултат         | Место        | Детаљи |
| ---------------- | ------------ | ------------ | ------------- | ------------- | ---------- | ------------- | ---------------- | ------------ | ------ |
| Бари Кели        | 60 м         |              | 6,9 КВ        | 3. у гр. 3    | 6,8        | 4. у пф. 1    | Није се пласирао | 7. / 15 (16) |        |
| Фил Луис         | 800 м        |              | 1:54,3 КВ     | 2. у гр. 2    |            |               | 1:50,5           |              |        |
| Џон Дејвис       | 800 м        |              | 1:51,8 КВ     | 3. у гр. 3    | 1:51,1     | 4. / 12       |                  |              |        |
| Валтер Вилкинсон | 1.500 м      |              | 3:49,0        | 2. у гр. 3    | 3:49,0     | 7. / 24.      |                  |              |        |
| Питер Стјуарт    | 3.000 м      |              | 8:19,6        | 2. у гр. 2    | 7:53,6     |               |                  |              |        |
| Грејам Говер     | 60 м препоне |              | 8,0           | 4. у гр. 2 КВ | 8,0        | 3. у пф. 2 КВ | 8,0              | 5. / 19      |        |
| Дејвид Ливесеј   | скок увис    |              |               |               |            |               | 2,05             | =18. / 20    |        |
| Алан Лервил      | скок удаљ    |              | 7,61          | 9. / 17       |            |               |                  |              |        |
| Џефри Кејпс      | бацање кугле |              | 17,84         | 7. / 15       |            |               |                  |              |        |

### Жене
| Атлетичарка      | Дисциплина | Лични рекорд | Квалификације | Квалификације | Полуфинале | Полуфинале | Финале     | Финале | Детаљи |
| Атлетичарка      | Дисциплина | Лични рекорд | Резултат      | Место         | Резултат   | Место      | Резултат   | Место  | Детаљи |
| ---------------- | ---------- | ------------ | ------------- | ------------- | ---------- | ---------- | ---------- | ------ | ------ |
| Розмари Стирлинг | 800 м      |              | 2:08,8 КВ     | 2. у гр. 3    |            |            | 2:06,6     |        |        |
| Маргарет Бичам   | 1.500 м    |              |               |               |            |            | 4:17,2 СРд |        |        |

## Биланс медаља Уједињеног Краљевства после 2. Европског првенства у дворани 1970—1971.
|     | ЕП     |   |   |   |   |
| 1.  | 1970.  | 2 | 0 | 0 | 2 |
| 2.  | 1971.  | 2 | 1 | 1 | 4 |
| 1-2 | Укупно | 4 | 1 | 1 | 6 |
| --- | ------ | - | - | - | - |

|                                        | Атлетичар-ка]                          |                                        |                                        |                                        |                                        |                                        |
| Није било вишеструких освајача медаља. | Није било вишеструких освајача медаља. | Није било вишеструких освајача медаља. | Није било вишеструких освајача медаља. | Није било вишеструких освајача медаља. | Није било вишеструких освајача медаља. | Није било вишеструких освајача медаља. |
| -------------------------------------- | -------------------------------------- | -------------------------------------- | -------------------------------------- | -------------------------------------- | -------------------------------------- | -------------------------------------- |

## Освајачи медаља Уједињеног Краљевства после 2. Европског првенства 1970—1971.
|    | Атлетичар/ка     | м | ж | ЕП       | Дисциплина |   |   |   |   |
| -- | ---------------- | - | - | -------- | ---------- | - | - | - | - |
| 1. | Ричард Вајлд     | м |   | 1970.    | 3.000 м    |   |   |   |   |
| 2. | Мерилин Невил    |   | ж | 1970.    | 400 м      |   |   |   | 2 |
| 3. | Питер Стјуарт    | м |   | 1971.    | 3.000 м    |   |   |   |   |
| 4. | Маргарет Бичам   |   | ж | 1971.    | 1.500 м    |   |   |   |   |
| 5. | Фил Луис         | м |   | 1971.    | 800 м      |   |   |   |   |
| 6. | Розмари Стирлинг |   | ж | 1971.    | 800 м      |   |   |   | 4 |
|    | Укупно           | 3 | 3 | 1970—71. |            | 4 | 1 | 1 | 6 |